# John Russell Young (Politiker)
John Russell Young (* 1882 in Philadelphia, Pennsylvania; † 1967) war ein US-amerikanischer Politiker. Zwischen 1941 und 1952 war er als Vorsitzender des Board of Commissioners  Bürgermeister der Bundeshauptstadt Washington, D.C.
Die Quellenlage über John Young ist sehr schlecht. Er wurde laut einem Eintrag in der Liste der Vorsitzenden des Board of Commissioners in Philadelphia geboren. Über seinen Werdegang jenseits seiner Zeit in dieser Kommission ist ebenfalls nichts bekannt. Im Jahr 1940 wurde er Mitglied der aus drei Personen bestehenden Kommission, die die Stadt Washington regierte. Innerhalb dieser Gruppe wurde er 1941 zum Vorsitzenden bestimmt. In dieser Eigenschaft übte er faktisch das Amt des Bürgermeisters aus, auch wenn dieser Titel zwischen 1871 und 1975 offiziell nicht benutzt wurde. Diesen Posten bekleidete er zwischen 1941 und 1952. Danach verliert sich seine Spur wieder; es ist lediglich gesichert, dass er 1967 verstarb. In seine Amtszeit fiel der Zweite Weltkrieg. Danach stieg die politische Bedeutung der Vereinigten Staaten weltweit. Davon profitierte auch die Stadt Washington, die durch die Vergrößerung der Bundesverwaltung auch einen Zuwachs an Bevölkerung verzeichnete.